# Microchrysa
Microchrysa är ett släkte av tvåvingar. Microchrysa ingår i familjen vapenflugor.

## Bildgalleri

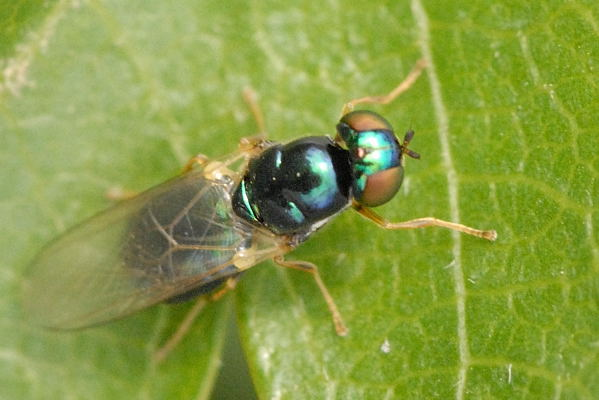
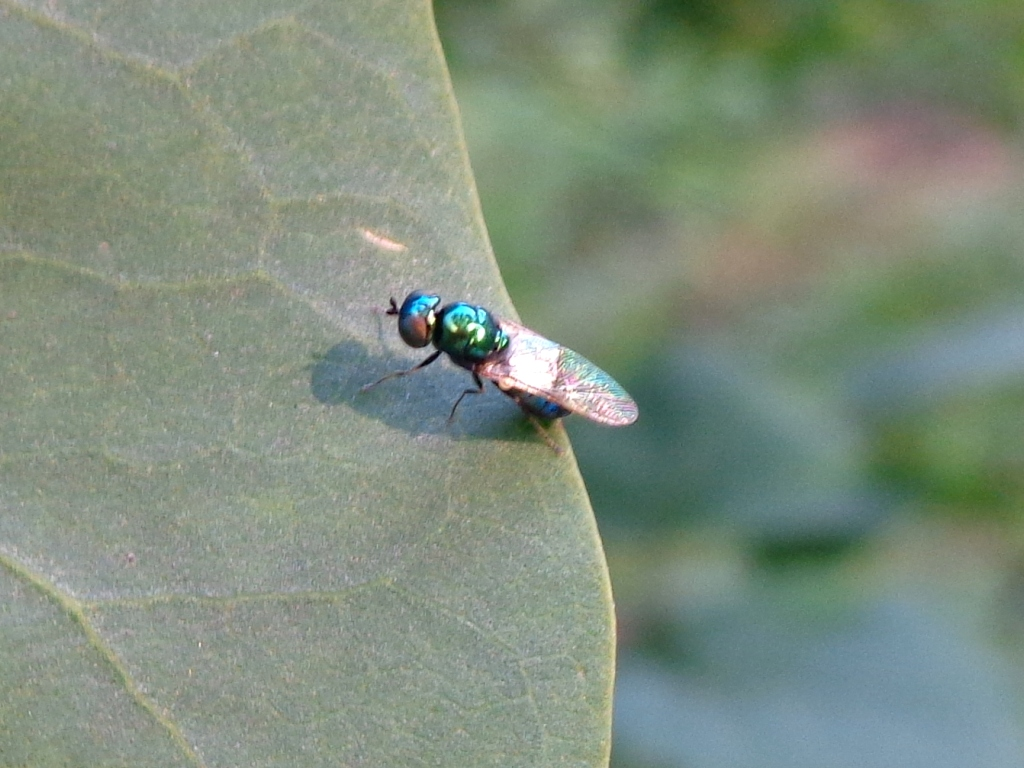
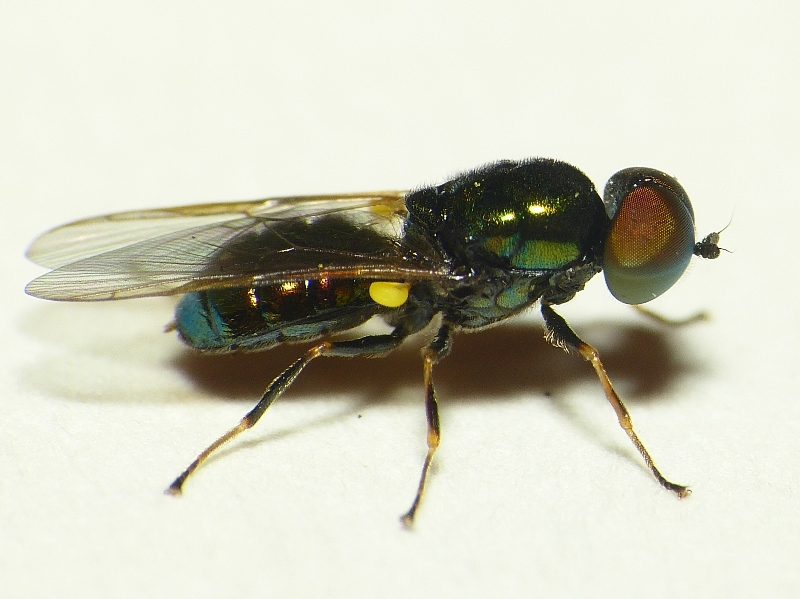
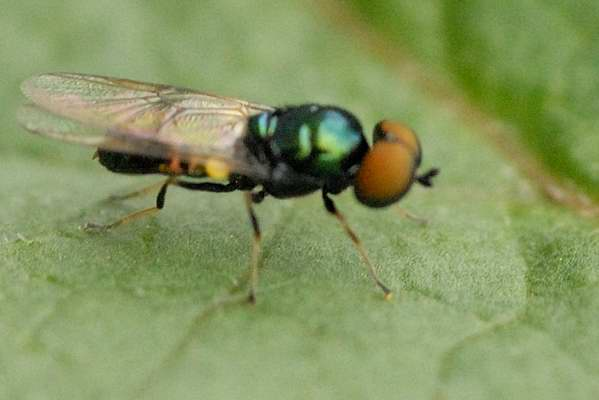
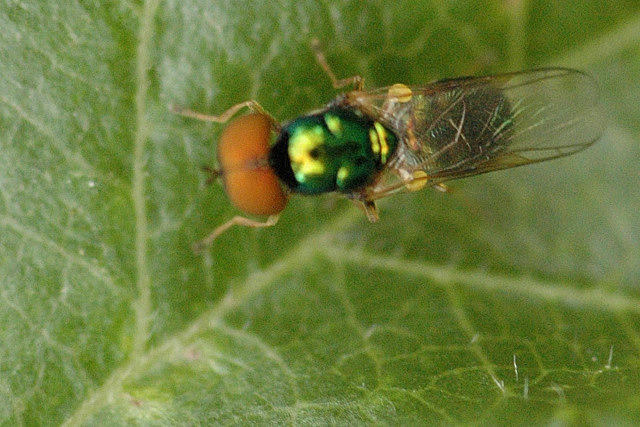
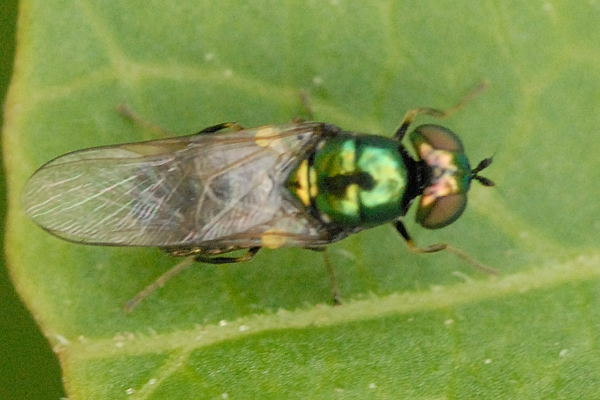

## Dottertaxa tillMicrochrysa, i alfabetisk ordning[1][2]
- Microchrysa alessandrinorum
- Microchrysa arabica
- Microchrysa bicolor
- Microchrysa bipars
- Microchrysa calopa
- Microchrysa calopus
- Microchrysa circumscripta
- Microchrysa congoensis
- Microchrysa cyaneiventris
- Microchrysa daccordii
- Microchrysa deconinckae
- Microchrysa dichoptica
- Microchrysa dispar
- Microchrysa edwardsi
- Microchrysa elmari
- Microchrysa flavicornis
- Microchrysa flaviventris
- Microchrysa flavomarginata
- Microchrysa fuscistigma
- Microchrysa ghesquierei
- Microchrysa hemiochra
- Microchrysa inversa
- Microchrysa japonica
- Microchrysa laodunensis
- Microchrysa latifrons
- Microchrysa loewi
- Microchrysa macula
- Microchrysa matengoensis
- Microchrysa mokanshanensis
- Microchrysa nigricoxa
- Microchrysa nigrimacula
- Microchrysa nova
- Microchrysa obscuriventris
- Microchrysa polita
- Microchrysa rozkosnyi
- Microchrysa ruffoi
- Microchrysa ruwenzoriensis
- Microchrysa scutellaris
- Microchrysa shanghaiensis
- Microchrysa stuckenbergi
- Microchrysa ussuriana
- Microchrysa vertebrata
- Microchrysa viridis
- Microchrysa woodleyi